# Bajazid oszmán herceg
Bajazid herceg (1525 – 1561. szeptember 25.) I. Szulejmán oszmán szultán és Hürrem szultána ötödik gyermeke volt.
Szelim és Bajazid rivalizáltak egymással. 1559-ben a két szultánfi hadat gyűjtött, és nyílt harcba kezdett egymás ellen. Amikor az apjuk közbeavatkozott, Bajazid ellene fordult. A csatában azonban vereséget szenvedett, és négy fiával együtt a perzsa sahhoz menekült. Szulejmán mesés összeget küldött Szelimmel a sahnak, mire az fiaival együtt megfojtatta Bajazidot, aki becsvágyát, intelligenciáját és külsejét tekintve egészen az apjára ütött, ezért is volt Hürrem szultána kedvence.

## Házassága és gyermekei
Bajazid herceg felesége Defne haszeki szultána volt, aki 5 fiú és 4 leánygyermeket szült neki.

### Fiai
- Orhán herceg (1543, Kütahya - 1561. szeptember 29, Kazvin)
- Oszmán herceg (1545, Kütahya - 1561. szeptember 25, Kazvin)
- Abdullah herceg (1548, Kütahya - 1561. szeptember 25, Kazvin)
- Mahmud herceg (1552, Kütahya - 1561. szeptember 25, Kazvin)
- Murád herceg (1559, Amasya, - 1561. október 3, Bursa)

### Lányai
- Mihrumah szultána (1547, Kütahya - 1593, Isztambul)
- Hatice szultána (1550-ben született és hunyt el Kütahya-ban)
- Ayşe szultána (1553, Kütahya - 1572, Tokat)
- Hanzade szultána (1556-ban született és hunyt el Kütahya-ban)

## Fordítás
- Ez a szócikk részben vagy egészben  a(z)   Şehzade Bayezid című angol Wikipédia-szócikk fordításán alapul.  Az eredeti cikk szerkesztőit annak laptörténete sorolja fel. Ez a jelzés csupán a megfogalmazás eredetét és a szerzői jogokat jelzi, nem szolgál a cikkben szereplő információk forrásmegjelöléseként.